# SK Järven
SK Järven grundades den 19 oktober 1936 i Jörn i Västerbotten som en utbrytning ut Jörns IF. 
Skidklubben Järven sysslar huvudsakligen med längdskidåkning, men man har även ägnat sig åt utförsåkning, damgymnastik och orientering. Första året hade klubben 139 medlemmar. Från början av 1950-talet till mitten av 1960-talet hade SK Järven sin verkliga storhetstid, då flera elitåkare placerade sig bra både nationellt och internationellt. Klubben fick namnet Järven efter en tävling bland Jörnborna. 

## Skidåkare i större tävlingar
- Tore Karlsson (skidåkare), "Stor-Järven", 4:a i SM 1952, 30 km
- Lennart Larsson, "Lill-Järven", 2:a SM 1957, VM-guld i stafett VM i Lahtis 1958
- Ingemar Karlsson (skidåkare), VM i Lahtis 1958
- Stina Karlsson, 3:a på både JSM och Nordiska Ungdomslandskampen 1976, 5:a JVM 1980
- Anna Karlsson, 1:a USM 1977